# Mormia oriens
Mormia oriens és una espècie d'insecte dípter pertanyent a la família dels psicòdids que es troba a Austràlia: és un endemisme de Queensland.